# Rigaische Stadtblätter
Rigaische Stadtblätter, auch Rigasche Stadtblätter und Riga’sche Stadtblätter, war eine deutschsprachige Wochenzeitung, die vom 4. Januarjul. / 16. Januar 1827greg. bis 1907 in Riga im Gouvernement Livland des Russischen Kaiserreiches erschien.

## Name
Der Name der Zeitung lautete von 1810 bis zum 31. Dezember 1851jul. / 12. Januar 1852greg. Rigaische Stadtblätter, vom 1. Januarjul. / 13. Januar 1852greg. bis zum 18. Dezemberjul. / 31. Dezember 1907greg. Rigasche Stadtblätter.

## Geschichte
1895 wurde ein Verzeichnis der in den Rigaschen Stadtblättern von J. 1810 bis J. 1886 enthaltenen historischen Aufsätze und Notizen, nebst alphabetischem Personen- und Sachregister, Herausgeber Arthur Poelchau veröffentlicht.
Gedruckt wurden sie bei Wilhelm Ferdinand Häcker. Herausgegeben wurde sie im Auftrag der Literärisch-praktischen Bürger-Verbindung.

## Personen
Redakteure:
- 1810: General-Superintendent Karl Gottlob Sonntag
- 1811–1813 unterzeichnet als „der Redacteur“ ein Ausschuss, 1811 hauptsächlich Pastor Tiedemann, ansonsten auch Albanus, Grave, Hesse.
- 1815–1817: Oberpastor Karl Ludwig Grave
- 1818–1821: Kollegienrat David Hieronymus Grindel
- 1821 (ab Nr. 50) bis zum Tod am 17. Julijul. / 29. Juli 1827greg.: General-Superintendent Karl Gottlob Sonntag
- 1828–1830: Herbord Karl Friedrich Bienemann von Bienenstamm
- Juni 1851 bis 1878: Napoleon Asmuß[4]
- 1879 bis Mitte 1881: Alexander Buchholtz
- Mitte 1881 bis 1889:  Arend Buchholtz
- 1890 bis 1906: Arthur Poelchau[5]

## Veröffentlichungen (Auswahl)
- Karl Gottlob Sonntag: Die erste Jahrhunderts-feier der Unterwerfung Rigas unter den Russischen Scepter. Häcker, Riga 1810, OCLC 252511060 (difmoe.eu).
- Jakob Gottlieb Leonhard Napiersky, Arthur Poelchau: Verzeichnis der in den Rigaschen Stadtblättern vom J. 1810 bis zum J. 1886 enthaltenen historischen Aufsätze und Notizen: nebst alphabetischem Personen- und Sachregister. Häcker, Riga 1895, OCLC 163649393.